# Pernatka
Pernatka (lat. Turgenia), maleni biljni rod iz porodice štitarki od dvije vrste. Jedna je raširena po  Europi (uključujući Hrvatsku), sjevernoj Africi i na istok do Himalaje, a jedna je irački endem. Rasprostranjenija euroazijska vrsta u Hrvatskoj se naziva širokolisna pernatka, u narodu je poznata i kao širokolisna podlanica ili vratimuž .

## Vrste
1. Turgenia latifolia (L.) Hoffm.
2. Turgenia lisaeoides C.C.Towns.